# Komendanci Twierdzy Kraków
Komendanci Twierdzy Kraków – stanowisko istniejące w latach 1850–1918.

## Komendanci Twierdzy Kraków
Większość komendantów Twierdzy Kraków posiadała rangę generalską – Feldmarschalleutnant (dalej pisaną FML), co jest odpowiednikiem generała porucznika (obecnie generała dywizji).
Lista komendantów Twierdzy Kraków:
- 1850–1855 Oberstleutnant Max Singer
- 1855–1858 FML Johann Wolter von Eckwehr
- 1858–1859 FML Peregrin von Pock
- 1859–1860 FML Karl Trattnern von Petrocza
- 1860–1863 Generalmajor Karl von Anthoine
- 1863–1864 Generalmajor Jozef von Reichling - Meldegg
- 1864–1866 Generalmajor (od 1865 FML) Johann Bitermann von Mannsthal
- 1866–1867 FML Leopold Rzykowski
- 1867–1869 FML Gabriel von Rodich
- 1869–1873 – funkcja nie obsadzona
- 1874–1877 FML Albert Knebel von Treuenschwert
- 1878 – funkcja nie obsadzona
- 1879–1883 FML Anton Schafer von Schaffersfeld
- 1883–1885 FML Leo von Schauer
- 1885–1886 FML Rudolf Gerlich von Gerlichsburg
- 1886–1890 Generalmajor (od 1887 FML) Karl Drexler von Hohenwehr
- 1890–1892 FML Alois Cziharz von Lauerer
- 1892–1897 FML Georg von Waldstatten
- 1897–1901 FML Hugo Fleck von Falkhausen
- 1901–1906 FML Wilhelm von Dessovic
- 1906–1908 Feldzeugmeister (FZM) Christian von Steeb
- 1908–1913 FML Adalbert Benda
- 1913–1916 FML Karl Kuk